# Canali (Croazia)
Canali (in croato: Konavle, in serbocroato Konavli o Konavlje, in italiano anche Val di Canali) è un comune della Croazia di 8 571 abitanti nella regione raguseo-narentana, nonché quello più meridionale della Croazia.

## Località
Il comune di Canali è suddiviso in 32 insediamenti o frazioni (naselja) di seguito elencate. Tra parentesi il nome in lingua italiana.
- Brotnice (Brottignizza[11] o Castello di Ragusa)
- Čilipi (Cilippi[11])
- Drvenik
- Duba Konavoska
- Dubravka
- Dunave
- Đurinići
- Gabrili
- Gruda
- Jasenice
- Komaji (Comai[11])
- Kuna Konavoska
- Ljuta
- Lovorno
- Mihanići (Mianici[11])
- Mikulići
- Močići (Moccici[11])
- Molunat (Molonta[11])
- Palje Brdo
- Pločice (Ploccizze[11])
- Poljice
- Popovići
- Pridvorje (Priduorie[11])
- Radovčići
- Ragusa Vecchia (in croato Cavtat)
- Stravča
- Šilješki
- Uskoplje
- Vitaljina (Vittaglina[11])
- Vodovađa (Vodovaglia[11])
- Zastolje
- Zvekovica

La sede comunale è posta nella località di Ragusa Vecchia (Cavtat).